# Classe Koni
Progetto 1159 Yaguar, o classe Koni secondo la nomenclatura NATO, è la designazione di una classe di fregate lanciamissili realizzate dall'Unione Sovietica tra il 1975 e il 1986, e destinate principalmente all'esportazione presso nazioni amiche e alleate. Nella classificazione navale sovietica queste unità sono designate come SKR (Storoževoj korablʹ, ovvero "navi da guardia").
Alle sei unità del modello base hanno fatto seguito altre sei dotate di alcune sistemazioni per garantirne l'operatività in climi caldi, designate come Progetto 1159T; una terza variante dotata di armamento modificato, designata Progetto 1159TR o classe Koni II, è stata realizzata in due soli esemplari, portando a quattordici il totale delle unità della classe. 
Dopo un breve servizio nella Marina sovietica, tutti gli esemplari della classe sono stati ceduti a nazioni estere, entrando in servizio con le forze navali di Algeria, Bulgaria, Cuba, Germania Est, Jugoslavia e Libia. Alcune unità sono tuttora in servizio attivo.

## Caratteristiche

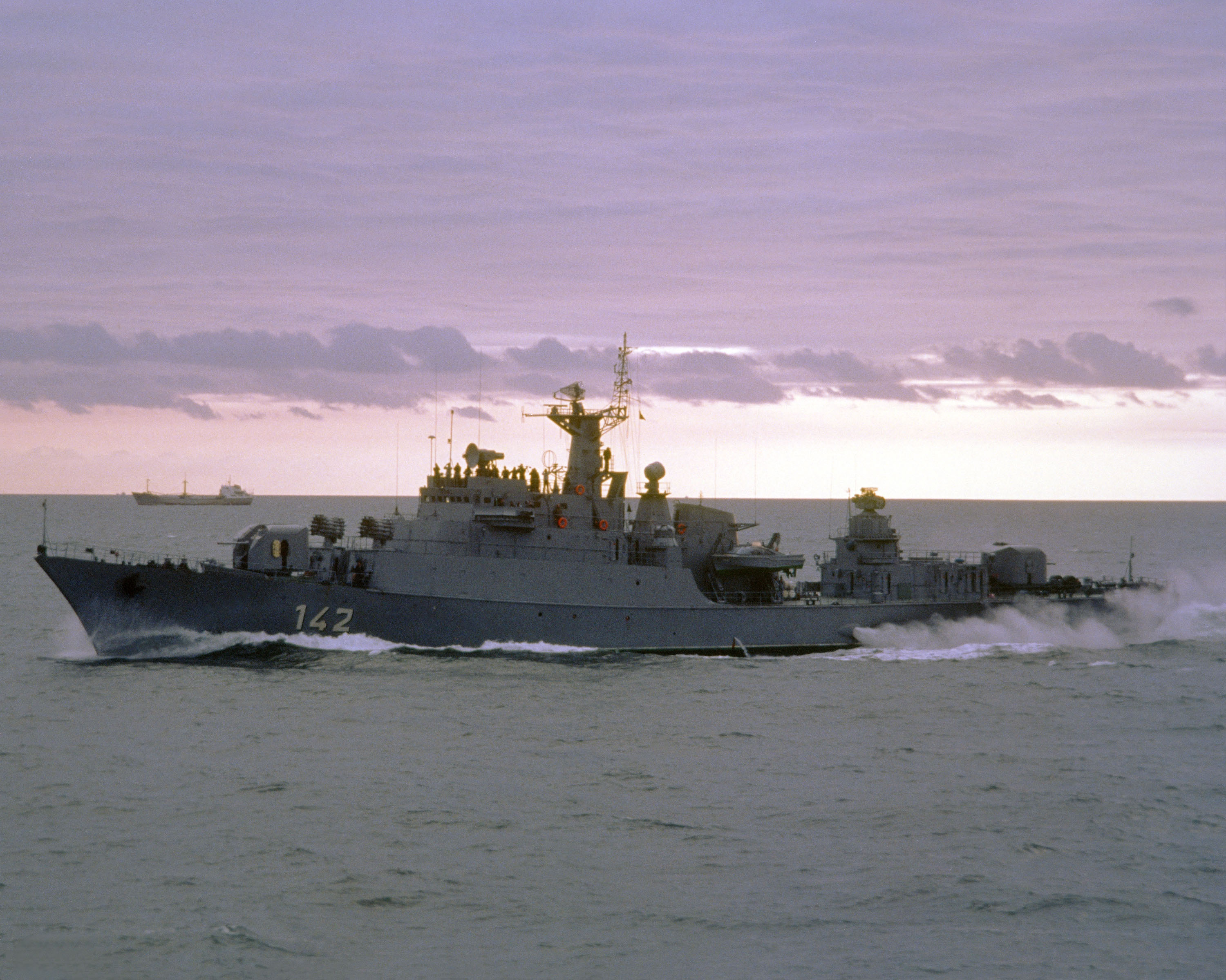
La tedesco-orientale Berlin (Koni I) in navigazione nel 1985

Le unità furono realizzate nei cantieri navali di Zelenodol'sk e avvistate per la prima volta nel Mar Nero nel 1977. Inizialmente si ritenne che fossero un rimpiazzo per le più vecchie fregate sovietiche della classe Riga, ma in seguito si appurò che le navi erano destinate in gran parte all'esportazione; di fatto, solo un esemplare fu operativo con la Marina sovietica e solo per compiti di addestramento, per finire poi anch'esso ceduto a una nazione estera.
Le dodici unità del modello base furono realizzate in due serie da sei unità ciascuna; l'unica differenza fondamentale era che le unità della seconda serie disponevano di impianti di condizionamento dell'aria per assicurarne l'operatività in paesi dal clima tropicale. Lo scafo delle Koni misurava 96,51 metri in lunghezza e 12,56 metri in larghezza, per un pescaggio di 3,2 metri; il dislocamento standard era di 1.440 tonnellate e quello a pieno carico di 1.660 tonnellate (valori rispettivamente di 1.550 e 1.705 tonnellate nella variante Koni II dotata di armamento modificato). L'equipaggio ammontava a 108 uomini tra ufficiali e marinai (112 sulle Koni II).
L'apparato motore era di tipo CODAG, con una turbina a gas M-8G da 20.000 hp accoppiata a due motori diesel 68B da 8.000 hp; la velocità massima toccava i 29,67 nodi, mentre l'autonomia si aggirava sulle 4.500 miglia alla velocità di 14 nodi. L'apparato sensori comprendeva un radar di rilevamento aria/superficie MR-320 "Topaz-2V", un radar "Fut-N", un radar di navigazione "Don" e un impianto sonar MG-311 "Vychegda".

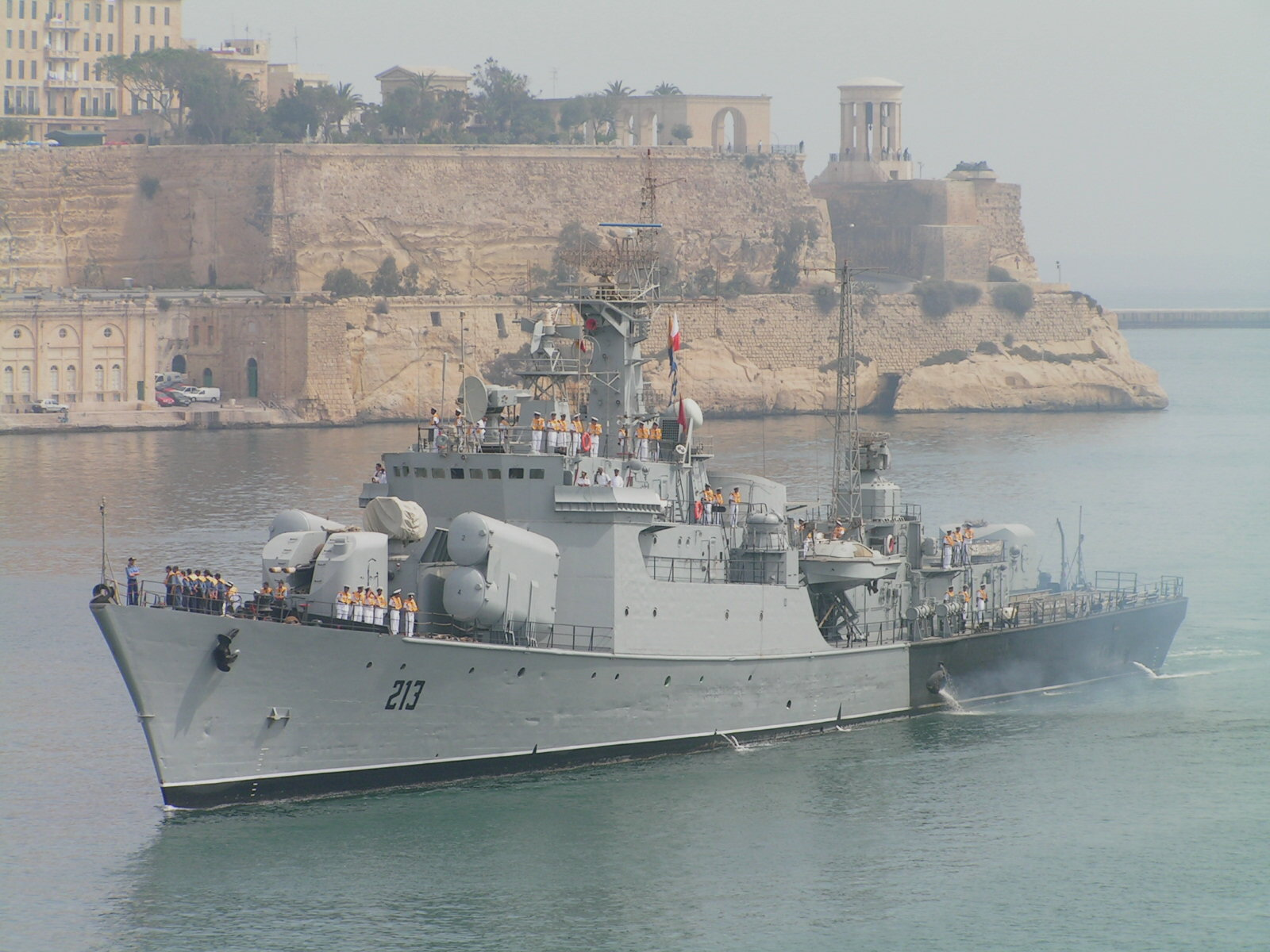
La libica Al Ghardabia (Koni II) nel 2005; notare i quattro grossi lanciatori per missili collocati davanti alla plancia

L'armamento di artiglieria si basava su due impianti binati di cannoni da 76 mm AK-176, installati in torrette poste a prua e poppa, e due impianti binati da 30 mm AK-230 per la difesa antiaerea e antimissile a corta distanza, collocati a centro nave. A poppa era presente un lanciatore binato per missili antiaerei Osa, mentre a prua dietro la torre d'artiglieria erano collocati due lanciarazzi antisommegibili RBU-6000; le unità erano predisposte anche per l'imbarco di 12 bombe di profondità e 14 mine.
La variante Koni II disponeva di un identico armamento d'artiglieria e antiaereo, ma al posto dei lanciarazzi RBU-6000 di prua erano collocati due lanciatori binati per missili antinave P-15; come armamento antisommergibili erano invece imbarcati quattro tubi lanciasiluri da 400 mm.
Alcune Koni in servizio con marine estere subirono modifiche rispetto al progetto originario. Le unità cedute all'Algeria furono sottoposte a lavori di ammodernamento tra il 1999 e il 2000, che compresero la sostituzione degli impianti AK-230 con i più moderni AK-630, l'aggiunta di due impianti binati di tubi lanciasiluri da 533 mm e una generale modernizzazione dei sistemi radar. Le Koni cedute alla Jugoslavia furono ammodernate tra il 1982 e il 1984 e portate allo standard Koni II tramite l'aggiunta al loro armamento di quattro lanciatori singoli per missili antinave P-20 (la variante modernizzata del P-15).

## Unità
| Progetto 1159 - Koni I    | Progetto 1159 - Koni I | Progetto 1159 - Koni I | Progetto 1159 - Koni I | Progetto 1159 - Koni I                                                                   |
| Nome                      | Impostazione           | Varo                   | Entrata in servizio    | Stato                                                                                    |
| ------------------------- | ---------------------- | ---------------------- | ---------------------- | ---------------------------------------------------------------------------------------- |
| Delfin                    | 21 aprile 1973         | 19 luglio 1975         | 31 dicembre 1975       | Alla Bulgaria come Smeli, in servizio (al 2019)                                          |
| Nerpa                     | 22 ottobre 1974        | 4 giugno 1977          | 31 dicembre 1977       | alla Germania Est come Rostock, demolita dopo il 1990                                    |
| Krechet                   | 19 gennaio 1977        | 3 luglio 1978          | 31 dicembre 1978       | alla Germania Est come Berlin - Hauptstadt der DDR, demolita dopo il 1990                |
| Sokol                     | gennaio 1978           | 21 aprile 1979         | 30 novembre 1979       | alla Jugoslavia come Split, successivamente alla Serbia e Montenegro, demolita nel 2013  |
| SKR-481                   | 25 dicembre 1979       | 24 dicembre 1981       | 30 settembre 1982      | alla Jugoslavia come Koper, demolita nel 1998                                            |
| SKR-149                   | 8 aprile 1983          | 30 giugno 1984         | 25 giugno 1985         | alla Germania Est come Halle, demolita dopo il 1990                                      |
| Progetto 1159T - Koni I   |                        |                        |                        |                                                                                          |
| SKR-482                   | 10 giugno 1978         | 12 gennaio 1980        | 30 settembre 1980      | all'Algeria come Mourad Rais, in servizio (al 2019)                                      |
| SKR-28                    | 17 luglio 1979         | 21 giugno 1980         | 30 dicembre 1980       | a Cuba come Mariel, radiata                                                              |
| SKR-35                    | 11 giugno 1980         | 30 aprile 1981         | 30 novembre 1981       | all'Algeria come Rais Kellik, in servizio (al 2019)                                      |
| SKR-471                   | 24 aprile 1981         | 31 luglio 1982         | 17 agosto 1983         | a Cuba come 356, radiata                                                                 |
| SKR-129                   | 7 luglio 1982          | 11 novembre 1983       | 30 agosto 1984         | all'Algeria come Rais Korfu, in servizio (al 2019)                                       |
| SKR-451                   | 6 maggio 1986          | 3 maggio 1987          | 25 dicembre 1987       | a Cuba come Monkada, radiata                                                             |
| Progetto 1159TR - Koni II |                        |                        |                        |                                                                                          |
| SKR-201                   | 22 settembre 1982      | 27 aprile 1985         | 30 dicembre 1985       | alla Libia come Al Hani, in servizio (al 2019)                                           |
| SKR-195                   | 18 aprile 1985         | 27 aprile 1986         | 25 dicembre 1986       | alla Libia come Al Ghardabia, affondata nel 2011 durante la prima guerra civile in Libia |